# Nuno Ribeiro
Nuno Jorge Ribeiro Gaspar (Sobrado, 9 de septiembre de 1977) es un exciclista profesional portugués.

## Biografía

### Hematocrito alto
En 2005 presentó una tasa de hematocrito del 52%, superior a la permitida (50%), en un control previo al Giro de Italia; un hematocrito alto no indica necesariamente que se haya recurrido al dopaje, aunque el ciclista es obligado a permanecer durante 15 días sin competir hasta que se normalicen sus valores, al ser potencialmente peligrosos para su salud. Esa circunstancia motivó la rescisión del contrato de Ribeiro por parte del equipo Liberty Seguros dirigido por Manolo Saiz; poco después el ciclista Isidro Nozal, del mismo equipo, presentó también un hematocrito alto en un control previo a la Dauphiné Libéré.

### Operación Puerto
En 2006, en el marco de la Operación Puerto, fue identificado por la Guardia Civil como cliente de la red de dopaje liderada por Eufemiano Fuentes, al figurar su nombre real en la documentación intervenida. Ribeiro no fue sancionado por la Justicia española al no ser el dopaje un delito en España en ese momento, y tampoco recibió ninguna sanción deportiva al negarse el juez instructor del caso a facilitar a los organismos deportivos internacionales (AMA, UCI) las pruebas que demostrarían su implicación como cliente de la red de dopaje.

### Positivo por CERA
El 18 de septiembre de 2009 se hizo público su positivo por CERA en la Vuelta a Portugal (de la que en principio había sido ganador), al igual que dos de sus compañeros del equipo Liberty Seguros Continental, Héctor Guerra e Isidro Nozal. El 21 de octubre la UCI anunció que el contraanálisis había confirmado los positivos de todos ellos, por lo que el triunfo de la ronda lusa pasaba a David Blanco.
En una entrevista concedida al diario deportivo portugués O Jogo, Ribeiro aseguró que él tomaba lo que le daba el médico del equipo, Alberto Beltrán, incluyendo inyecciones que no sabía de qué eran. Ribeiro pidió disculpas a los aficionados al ciclismo y anunció su intención de regresar a la competición, aunque evitó pronunciarse claramente sobre si había un dopaje organizado en el equipo.

### Regreso
Tras ser autorizado de nuevo para competir, firmó en 2012 con la formación Efapel-Glassdrive donde estuvo dos años. En 2014 se unió al equipo OFM-Quinta da Lixa.
Desde 2015 es mánager general y director deportivo del equipo portugués W52-FC Porto.

## Palmarés
| 2000 - 1 etapa de la Vuelta a Portugal del Futuro 2001 - 3 etapas de la Vuelta a Portugal del Futuro 2003 - Circuito de Nafarros - 2.º en el Campeonato de Portugal en Ruta - Vuelta a Portugal 2004 - 1 etapa de la Vuelta a Tras os Montes y Alto Douro - 2.º en el Campeonato de Portugal en Ruta | 2008 - Vuelta a Tras os Montes y Alto Douro, más 1 etapa - Gran Premio CTT Correios de Portugal - Premio Albergaria - 1 etapa de la Vuelta a Portugal 2009 - 1 etapa de la Vuelta al Sotavento Algarvio - Vuelta a Portugal, más 1 etapa |

## Equipos
- Barbot-Torrie (2000-2002)
- LA-Pecol (2003-2004)
- Liberty Seguros-Würth (2005)
- LA Aluminios-Liberty Seguros (2005-2006)
- Liberty Seguros Continental (2007-2009)
- Efapel-Glassdrive (2012-2013)
- OFM-Quinta da Lixa (2014)